# Chaîne des Hurtières
La chaîne des Hurtières est un chaînon montagneux de France, en Savoie, qui constitue l'extrémité septentrionale de la chaîne de Belledonne.
Allongée selon un axe sud-ouest-nord-est, elle est encadrée au nord et à l'est par la Maurienne qui le sépare du massif de la Lauzière et à l'ouest par la combe de Savoie, le val Gelon et la vallée des Huiles qui les séparent du massif des Bauges. Elle peut être franchie en son centre par le col du Grand Cucheron. Son extrémité septentrionale est lourdement fortifiée avec de nombreuses batteries dont la pièce maîtresse est le fort de Montgilbert.

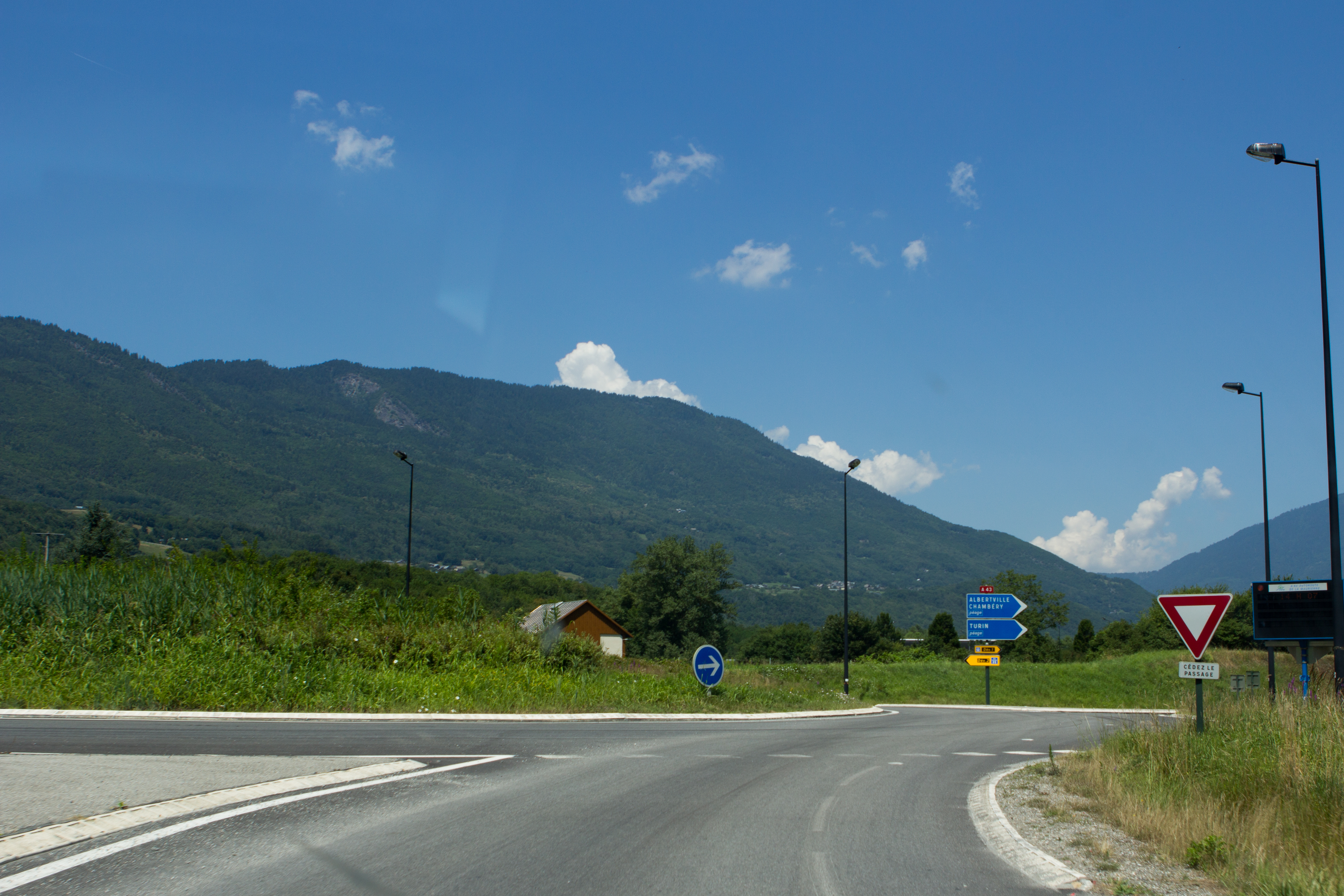
Vue de la chaîne des Hurtières depuis la Maurienne à l'est.

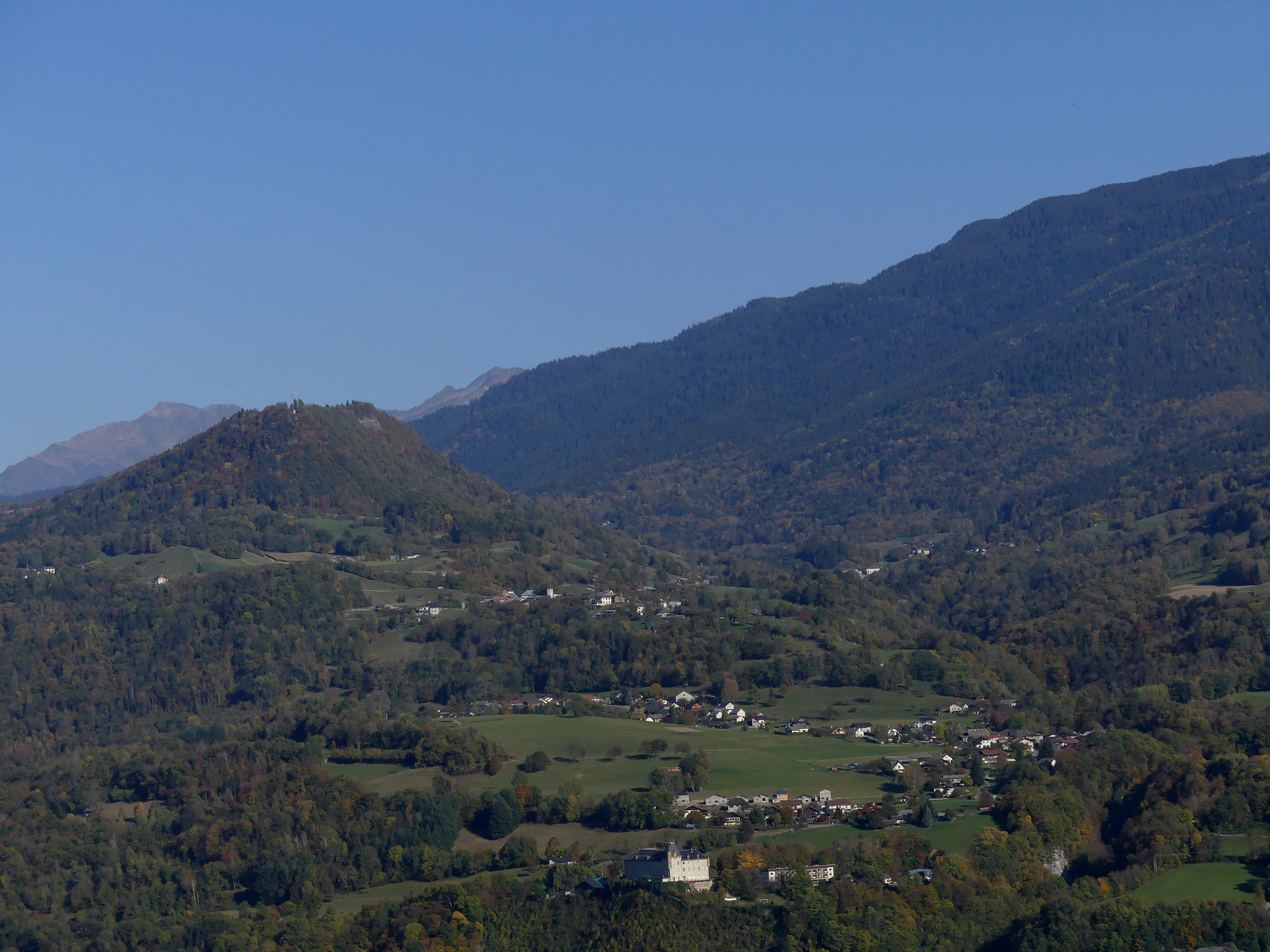
La vallée des Huiles entre le pic de l'Huile à gauche et la chaîne des Hurtières à droite vus depuis la Chapelle-Blanche au sud-ouest.